# Eishockey-Weltmeisterschaft 2000
Die Internationale Eishockey-Föderation veranstaltete 2000 die 64. Eishockey-Weltmeisterschaften. Dabei wurden jeweils Turniere im Herren-, Frauen- und Juniorenbereich ausgetragen.

## Turniere im Überblick

### Herren
Die 64. Weltmeisterschaften der Herren fanden an folgenden Orten und zu folgenden Terminen statt:
A-Weltmeisterschaft: 29. April bis 14. Mai in Sankt Petersburg (Russland)
B-Weltmeisterschaft: 12. bis 21. April in Kattowitz (Polen)
C-Weltmeisterschaft: 20. bis 26. März in Peking (China)
D-Weltmeisterschaft: 10. bis 16. April in Reykjavík (Island)
Es nahmen 42 Mannschaften an diesen Weltmeisterschaften teil. Damit wurde ein neuer Teilnehmerrekord aufgestellt.

### Frauen
Die 6. Weltmeisterschaften der Frauen wurden an folgenden Orten und zu folgenden Zeiten ausgetragen.
A-Weltmeisterschaft: 3. bis 9. April in Mississauga u. a. (Kanada)
B-Weltmeisterschaft: 20. bis 26. März in Riga und Liepāja (Lettland)
Qualifikation zur B-WM 2001: 22. bis 26. März in Dunaújváros und Székesfehérvár (Ungarn)

### Junioren
Die 24. U20-Junioren-Weltmeisterschaften fanden an folgenden Orten statt:
Junioren-A-Weltmeisterschaft: 25. Dezember 1999 bis 4. Januar 2000 in Skellefteå und Umeå (Schweden)
Junioren-B-Weltmeisterschaft: 13. 1999 bis 19. Dezember 1999 in Minsk (Belarus)
Junioren-C-Weltmeisterschaft: 30. Dezember 1999 bis 3. Januar 2000 in Nagano (Japan)
Junioren-D-Weltmeisterschaft: 9. bis 15. Januar 2000 in Mexiko-Stadt (Mexiko).
Insgesamt nahmen wieder 35 Mannschaften an diesen Junioren-Weltmeisterschaften teil.
Die 2. U18-Junioren-Weltmeisterschaften wurden in diesem Jahr an folgenden Orten und zu folgenden Terminen ausgetragen:
Junioren-A-Weltmeisterschaft: 14. bis 24. April in Kloten und Weinfelden (Schweiz)
Junioren-B-Weltmeisterschaft: 3. bis 9. April in Riga und Liepāja (Lettland)
Junioren-Europa Division I: 20. bis 24. März in Maribor (Slowenien)
Junioren-Europa Division II: 6. bis 12. März in Sofia (Bulgarien)
Junioren-Asien Division I: 17. bis 20. Februar in Changchun (China)
Junioren-Asien Division II: 25. bis 28. März in Bangkok (Thailand)